# Giannis Kanakis
Giannis Kanakis (* 27. August 1927 in Kavala; † 24. März 2016) war ein griechischer Fußballspieler.

## Sportlicher Werdegang
Kanakis spielte zwischen 1949 und 1960 für AEK Athen in der Alpha Ethniki, der höchsten Liga im griechischen Fußball. Während die Meisterschaft seinerzeit von Olympiakos Piräus und dem Athener Lokalrivalen Panathinaikos dominiert wurde, gewann der Stürmer zwei Mal mit seinem Klub den griechischen Landespokal. 1950 wurde im Endspiel Aris Thessaloniki mit 4:0 geschlagen, sechs Jahre später war beim 2:1-Erfolg Olympiakos Piräus der Gegner. Die gleiche Endspielpartie hatte es zudem 1953 gegeben, seinerzeit gewann jedoch Olympiakos durch einen 3:2-Sieg den Titel.
Im Oktober 1951 kam Kanakis zu seinem einzigen Länderspieleinsatz für die griechische Nationalmannschaft, als diese sich in Marseille einer französischen Auswahlmannschaft mit 0:1 unterlag. Dabei kamen acht AEK-Spieler zum Einsatz, neben Kanakis standen im Stade Vélodrome Michalis Delavinias, Antonios Paragyos, Giorgos Mouratidis, Mannschaftskapitän Goulielmos Arvanitis, Mihalis Papatheodorou, Kostas Poulis und Elias Papageorgiou in der Startformation.
Im Laufe seiner aktiven Karriere bestritt Kanakis 172 Pflichtspiele für AEK Athen, für die er 69 Tore erzielte. Damit war er eine der prägenden Figuren in der Vereinsgeschichte nach dem Zweiten Weltkrieg.